# 太原男子虐杀流浪猫事件
太原男子虐杀流浪猫事件是一宗于2020年10月19日在山西太原市一家地方供电局门前發生的流浪貓虐待致死事件，事件兇嫌為当地保安服务公司员工。原因是这只白猫在半夜去偷吃了他仅剩的火腿肠，导致其大怒。

## 事件影響及回應

### 中国方面
山西太原的虐貓罪行引起中国大陆各界關注及公憤，同時有輿論提出對動物權利的維護，關乎社會的文明，認為要加強對虐待動物的刑罰。
该员工于次日被公司开除。